# Cap Island Conservation Park
Cap Island Conservation Park är en park i Australien. Den ligger i delstaten South Australia, omkring 340 kilometer väster om delstatshuvudstaden Adelaide. Den ligger på ön Cap Island.
Trakten är glest befolkad. Det finns inga samhällen i närheten.
Genomsnittlig årsnederbörd är 480 millimeter. Den regnigaste månaden är juni, med i genomsnitt 105 mm nederbörd, och den torraste är oktober, med 13 mm nederbörd.